# Юеяцюань
Юеяцюань (кит.: 月牙泉; піньїнь: Yuèyá Quán, "озеро-півмісяць") — озеро, що знаходиться за 5 кілометрів на північний захід від міста Дуньхуан в провінції Ґаньсу, на північному заході Китаю. Озеро розташоване в самому серці пустелі Гобі — природна пам'ятка Китаю. Воно має форму півмісяця й оточене оазою з пагодами в традиційному стилі і садами. Довжина озера становить 150 м.

## Історія

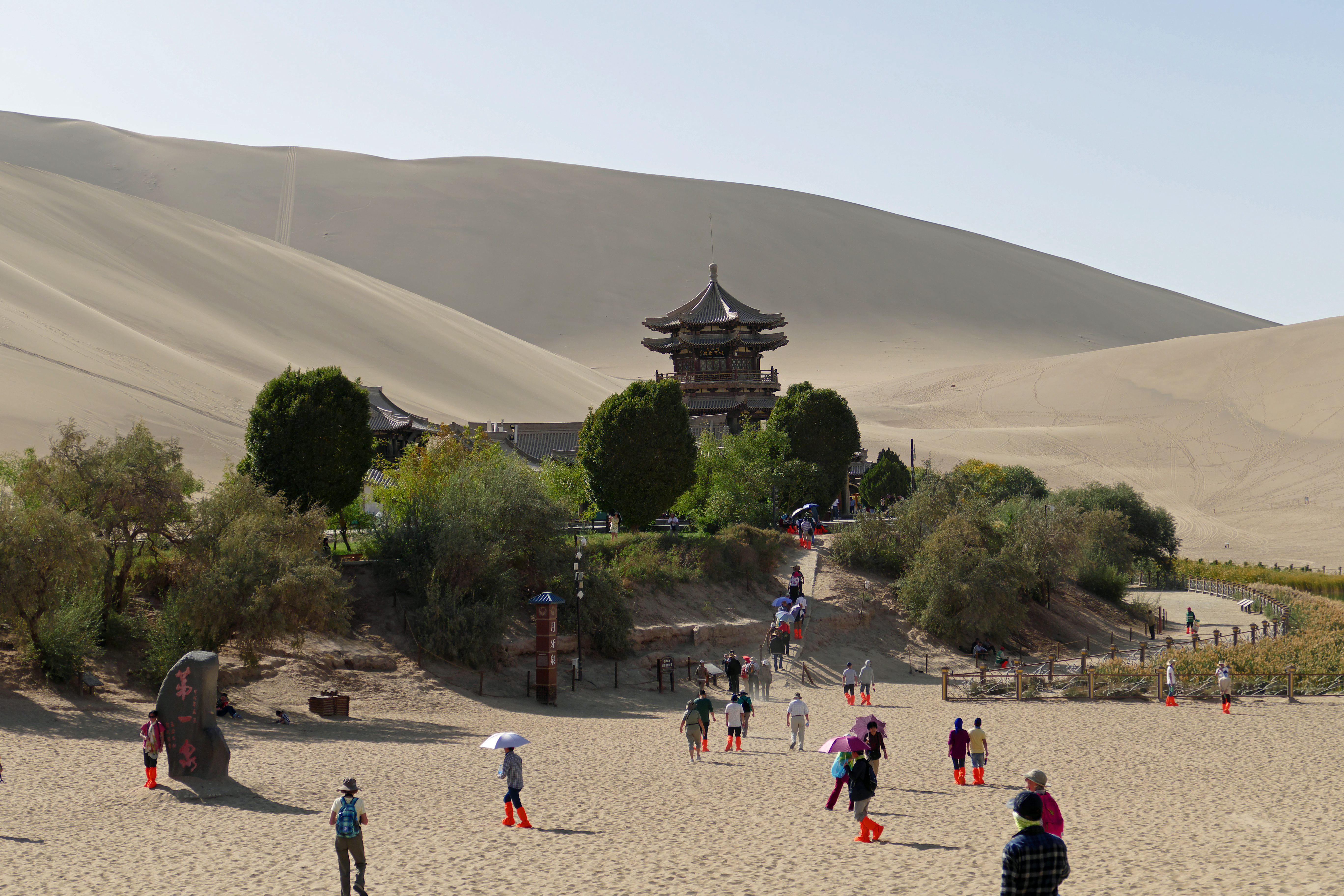
Храм на березі озера

Озеро отримало свою назву в період династії Цін. Мандрівники та місіонери Мілдред Кейбл та Франческа Френч відвідали озеро на початку XX століття під час їхньої подорожі в регіоні й записували свої враження в книзі «Пустеля Гобі»: «Все, що ми побачили навколо нас - це численні яруси високих піщаних пагорбів. Ми вже засумнівалися у вірності наших пошуків, але коли, з останнім відчайдушним зусиллям, ми вибрались за останній хребет і подивилися вниз на те, що лежало на його межі, ми побачили озеро і його краса оп'янила нас».
Дюни захищають озеро Юеяцюань від піщаних бур і вітрів. Незважаючи на таку природну «охорону», ця природна пам'ятка, що розташована в одному з найбільш посушливих місць на планеті, перебуває під загрозою зникнення. У 1960-х роках глибина озера становила від чотирьох до п'яти метрів, в найглибшому місці досягаючи семи метрів. А на початку 1990-х років — лише 90 см. Обміління було викликано будівництвом греблі на річці Данг, через що постраждала екосистема пустелі Гобі, а напрям течії підземних вод, які живили озеро Юеяцюань, були порушені.
У 2006 році китайська влада спільно з екологами розробили план відновлення такого унікального озера. Їм вдалося запобігти його повному обмілінню: заборони на буріння свердловин і будь-яку сільськогосподарську діяльність виявилися результативними.
Озеро Юеяцюань входить до складу Світової спадщини ЮНЕСКО.
Озеро й навколишні пустелі користуються великою популярністю в туристів, яким пропонують турпоїздки на верблюдах або позашляховиках.